# Luca Tesconi
Luca Tesconi (Pietrasanta, 3 de janeiro de 1982) é um atirador olímpico italiano, medalhista olímpico.

## Carreira
Luca Tesconi representou a Itália nas Olimpíadas, de 2012, conquistou a medalha de prata na pistola de ar 10m.